# MTRNR2L4
MTRNR2L4 (англ. MT-RNR2-like 4) – білок, який кодується однойменним геном, розташованим у людей на 16-й хромосомі. Довжина поліпептидного ланцюга білка становить 28 амінокислот, а молекулярна маса — 3 247.
| MATQGFSCLL |  | LSVSEIDLSM |  | KRQYKQIR |

A: Аланін

C: Цистеїн

D: Аспарагінова кислота

E: Глутамінова кислота

F: Фенілаланін

G: Гліцин

I: Ізолейцин

K: Лізин

L: Лейцин

M: Метіонін

Q: Глутамін

R: Аргінін

S: Серин

T: Треонін

V: Валін

Локалізований у цитоплазмі.
Також секретований назовні.